# جورج ديون
جورج ديون هو اقتصادي كندي، ولد في 1950 في Saint-Arsène ‏ في كندا.